# أروكاريا بدويلية
أروكاريا بدويلية أو أروكاريا شوكية أو صنوبر بونيا (الاسم العلمي: Araucaria bidwillii) هي نوع شجري من الصنوبريات الكبيرة دائمة الخضرة يتبع جنس الأروكاريا من الفصيلة الأروكارية. يتم العثور عليها بشكل طبيعي في جنوب شرق ولاية كوينزلاند في أستراليا واثنين من بؤر أنتشار صغيرة في شمال شرق كوينزلاند في المناطق الاستوائية الرطبة في كوينزلاند المدرجة على قائمة التراث العالمي. هناك العديد من العينات القديمة المزروعة في نيوساوث ويلز وحول برث في غرب أستراليا. يمكن لهذه الشجرة أن تنمو إلى طول 30-45 متر. أطول شجرة منها حية في الوقت الحالي هي واحدة في حديقة جبال بونيا الوطنية في كوينزلاند التي أبلغ عنها روبرت فان بلت في يناير 2003 وارتفاعها 51.5 متر.
صنوبر بونيا هو آخر الأنواع الباقية من قسم بونيا من جنس الأروكاريا. كان هذا القسم متنوعًا وواسع الانتشار خلال حقبة الحياة الوسطى مع وجود بعض أنواع ذات الأكواز المخروطية الشكل مماثلة لتلك الخاصة بالأروكاريا البدويلية الحالية والتي ظهرت خلال العصر الجوراسي. وجدت مستحاثات لقسم البونيا في أمريكا الجنوبية وأوروبا. التسمية الثنائية (الاسم العلمي اللاتيني) يكرم عالم النبات جون كارني بدويل الذي صادف عينات هذا النبات في عام 1842 وأرسل العينات الأولى إلى عالم النبات المشهور ويليام هوكر في العام التالي.

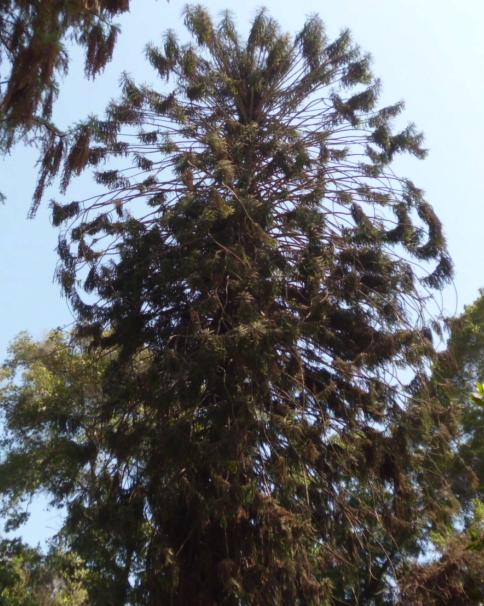
أروكاريا شوكية في حديقة الأورمان (القاهرة)
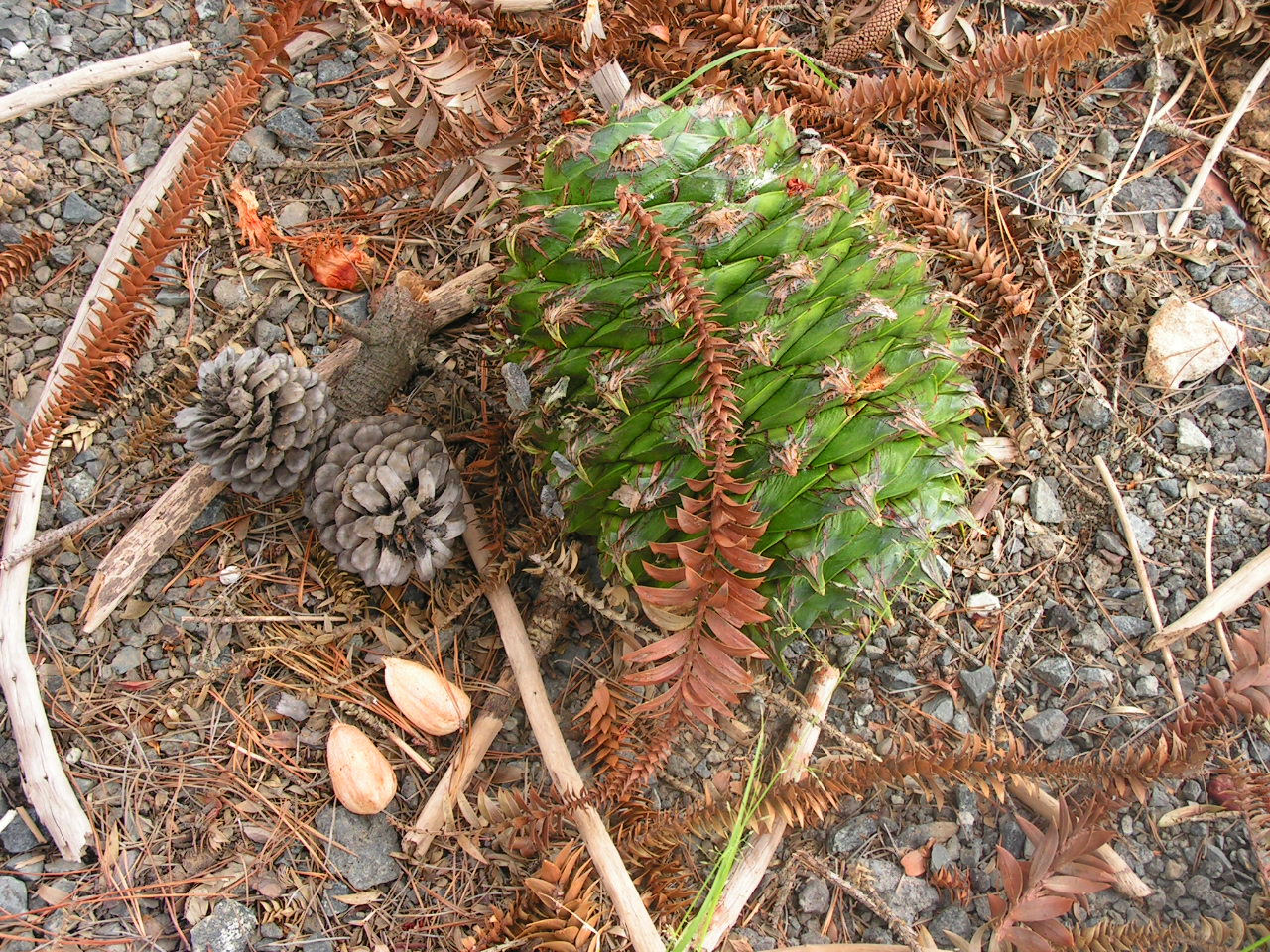
Whole cone and nuts
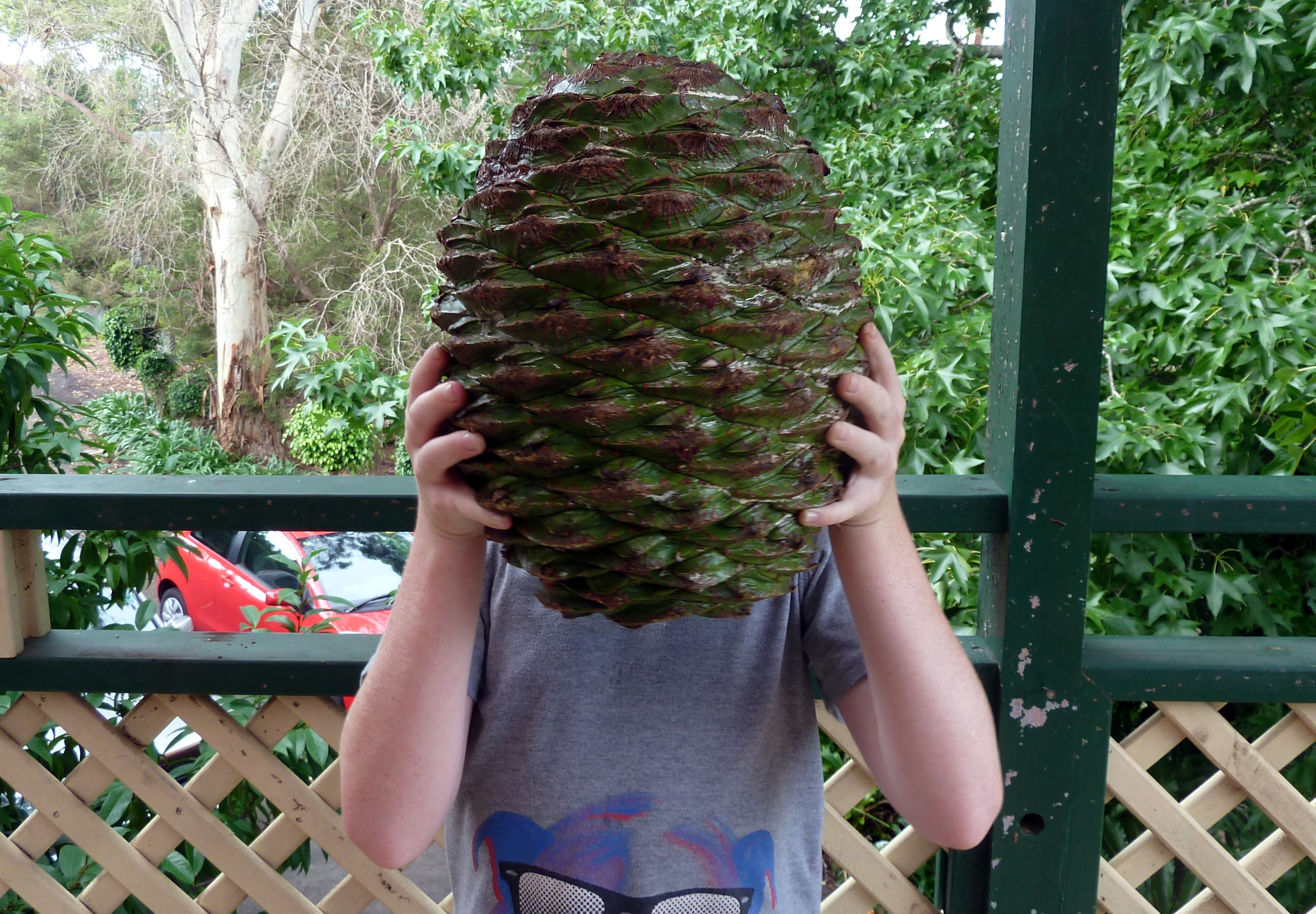
A comparison on how large the Pine Cones can grow